# A hozzáférési jogosultság ellenőrzése
A hozzáférési jogosultság ellenőrzése (access control)  valamilyen védett objektum, számítógép vagy számítógép-hálózat biztonságát szolgáló különböző védelmi eljárások összessége. Az informatikában a hozzáférési jogosultság feladata a számítógép erőforrásainak vagy magának a számítógépes hálózatnak a védelme illetéktelen felhasználástól. Ezért gyakran összekeverik a felhasználóazonosítással (authentication). A hozzáférési jogosultság dönti el, hogy  egy személynek, vagy egy a számítógépen futó eljárásnak (process) van-e lehetősége valamilyen objektum elérésére. Ez lehet egy fájl vagy valamilyen hardver eszköz stb. A felhasználóazonosítás ezzel szemben egy személy, vagy számítógépen futó eljárás identitásának az ellenőrzését jelenti.

## Az ellenőrzési eljárások
A hozzáférési jogosultsági lista megvalósításától függetlenül a hozzáférést ellenőrző eljárások  meghatározott modell alapján működnek. A 4 legelterjedtebb modell: a diszkrecionális (Discretionary Access Control (DAC)), elrendelő (Mandatory Access Control (MAC)), szerepalapú (Role-Based Access Control), és a szabályalapú (Rule-Based Access Control) hozzáférésijogosultság-kezelés.

### Hozzáférés-jogosultsági lista (ACL)
A hozzáférési jogosultság ellenőrzése különböző eljárásokkal valósítható meg. A legismertebb eljárás  a hozzáférés-jogosultsági lista  (access control lists, ACL) használata. Ez nem más, mint egy lista, ami tartalmazza, hogy egy-egy konkrét objektum eléréséhez kinek, vagy minek van joga.  A hozzáférési jogosultsági lista nem csak az objektum elérésére jogosultakat sorolja fel, hanem azt is, hogy a listán szereplők mit tehetnek az adott objektummal. Tipikus hozzáférési jogok az olvasás, írás, és futtatás.

### Diszkrecionális hozzáférés-kezelési modell (DAC)
A diszkrecionális hozzáférés-kezelési modell (Discretionary Access Control, DAC) talán a legismertebb. A diszkrecionális hozzáférési jogosultság vizsgálatának az alapja a felhasználónak vagy a felhasználó csoportjának az azonosítása. Az eljárást azért nevezzük diszkrecionálisnak, mert legfontosabb jellemzője, hogy amennyiben egy felhasználó rendelkezik az objektumhoz hozzáférési jogosultsággal, ezt a jogosultságot tovább adhatja más felhasználóknak. Tipikus megvalósítása a diszkrecionális hozzáférés kezelésnek az UNIX (Linux) alapú rendszerekben használt hozzáférési bitek. UNIX alapú rendszerben egy fájl tulajdonosa eldöntheti, hogy milyen jogosultságot ad a saját csoportjának, illetve más felhasználóknak.

### Elrendelő hozzáférés-kezelési modell (MAC)
Az elrendelő hozzáférés-kezelési modell (Mandatory Access Control, MAC) lényegesen kevésbé elterjedt eljárás. Csak olyan környezetben alkalmazzák, ahol a biztonsági minősítésnek különböző szintjei léteznek. Ez az eljárás lényegesen szigorúbb korlátozással él a felhasználókkal szemben. A objektumhoz való hozzáférési jogosultság az objektum által tartalmazott információhoz kapcsolódik, és ezt általában egy címke jeleníti meg. Ebben az esetben az objektum tulajdonosa nem határozhatja meg, hogy ki és milyen formában érheti el az objektumot. Ez az operációs rendszer feladata. A biztonsági mechanizmus ellenőrzi minden objektum hozzáférési jogosultságát, és azt egyetlen felhasználó sem tudja ezt megváltoztatni. Az objektum címkéje tartalmazza az objektum biztonsági besorolási szintjét. Gondoljunk a bizalmas, titkos, szigorúan titkos stb. minősítésekre. Egy titkos dokumentumok elérésére jogosított felhasználó nem érhet el szigorúan titkos dokumentumot, de arra sincs lehetősége, egy titkos dokumentumot bizalmas szintre átminősítsen.

### Szerepalapú hozzáférési jogosultság kezelés (RBAC)
A szerepalapú (Role-Based Access Control) hozzáférésijogosultság-kezelés, mint az elnevezésből következik, a hozzáférés ellenőrzésére egy adott szerepkörhöz kapcsolt szabályrendszert használ. A szerepalapú hozzáférés-jogosultsági modellben ahelyett, hogy minden felhasználóhoz specifikus, az adott objektumhoz elérést biztosító vagy tiltó jogosultságokat kapcsolnánk, szerepeket  határozunk meg. Minden felhasználóhoz szerepek különböző csoportja rendelhető. A szerepek meghatározzák, leírják, hogy adott szerepkörben milyen objektumon milyen műveletek végezhetők. Azaz az objektumok eléréséhez szükséges jogosultságok nem a felhasználóhoz kapcsoltak, hanem a szerepekhez. Egy-egy felhasználó több szerepet is elláthat. A felhasználó számára az objektumokhoz kapcsolt engedélyek az általa végzendő konkrét feladatokhoz és nem a egyes objektumok biztonsági besorolásához kapcsolódnak. Könnyű belátni, hogy egy  integrált vállalatirányítási rendszerben mások a feladatai egy raktárosnak, egy könyvelőnek, esetleg egy kontrollernek. Ezek különböző szerepek, és a jogosultságok nem a személyekhez, hanem a vállalat életében játszott szerepek szerint kerülnek definiálásra.

### Szabályalapú hozzáférésijogosultság-kezelés
A szabályalapú hozzáférés-ellenőrzés leggyakrabban a fentebb ismertetett hozzáférés-jogosultsági listát (ACL) használja. Ilyenkor az ACL különböző kiegészítő szabályokat is tartalmaz, és ezek a szabályok határozzák meg, hogy a felhasználó megkapja-e az objektum eléréséhez, használatához az engedélyt vagy nem. Ilyen példa lehet, hogy bizonyos adatok nem érhetők el munkaidőn kívül, vagy a Wikipédia nem szerkeszthető egy letiltott IP-címról stb. A szabályalapú hozzáférés-ellenőrzés önállóan nem fordul elő, csak a fent ismertetett hozzáférési modellek kiegészítésére, finomítására alkalmazzák.